# Genilac
Genilac é uma comuna francesa na região administrativa de Auvérnia-Ródano-Alpes, no departamento de Loire. Estende-se por uma área de 8,67 km². Em 2010 a comuna tinha 3 982 habitantes (densidade: 459,3 hab./km²).